# Islote Laja Branca
Islote Laja Branca (en portugués: Ilhéu Laja Branca) es un islote situado a 320 m al norte de la costa isla de Maio en el país africano de Cabo Verde. Es parte administrativamente del municipio de Maio. El islote es de origen volcánico y estuvo conectado una vez con el resto de la isla vecina más grande.
El islote se encuentra principalmente sin vegetación. Su longitud es de 172 metros y su anchura de 148 m. Su altitud máxima es de 5 m.